# 渋沢葉
渋沢 葉（しぶさわ よう、1988年11月11日 - ）は、日本の女性シンガーソングライター。千葉県出身。所属レコード会社はビクターエンタテインメントのGetting Betterレーベル、所属事務所はスマイルカンパニー。

## 来歴
音楽好きの両親のおかげで、ずっと音楽の流れる家庭に育った。胎教音楽はエリック・サティとブライアン・イーノで、幼少期より両親の影響でビートルズ、ジミ・ヘンドリックス、レッドツェッペリン、ピンク・フロイドなどの60-70年代のロックを聴いて育ち、その後はポーティスヘッド、マッシヴ・アタックなどのトリップホップ/ブリストルサウンドやレディオヘッドをはじめとするポップで耽美的なポスト・ロックやオルタナティヴ・ロックに影響を受けるようになった。
5歳の時に母親に頼んでピアノを習い始めるが、次第にクラシックよりもジャズやロックに惹かれていき、高校受験の前に辞めてしまった。大学時代にオーディションを受け、キャロル・キングの「So Far Away」のカバーだけで最終選考にまで残った。しかし、自分以外の参加者たちはみなオリジナル曲で参加しており、自分が真剣に音楽に向き合っていないと痛感。『これではダメだ』と思い、両親に内緒で大学を辞めて18歳で作詞作曲を始めた。
TOKYO FM「SCHOOL OF LOCK!」が主催する10代限定の夏フェス「閃光ライオット」に参加、最終選考まで残って注目を集め、2012年6月にビクターエンタテインメントより土屋昌巳やチバユウスケをプロデューサーに迎えたミニアルバム「せきららら」でデビュー。2012年11月に2ndミニアルバム「花はここに咲いています」を発表。同年12月11日には東京・代官山UNITで初のワンマンライブを開催した。2012年12月31日、COUNTDOWN JAPAN 12/13 に出演。
2013年には、活躍が期待できる新人アーティスト【iTunes Japan Sound of 2013】に選出される。

## 人物
- 影響を受けたアーティストはジミ・ヘンドリックス、ビートルズ、レッド・ツェッペリン、ピンク・フロイド、ポーティスヘッド、マッシヴ・アタック、レディオヘッドなど[2]。

## バックバンド
- 菅原潤子（ギター）
- 三浦淳悟（ベース：ペトロールズ）
- 菊地英二（ドラム：BIG BITES、ex.THE YELLOW MONKEY）

## ディスコグラフィー

### ミニ・アルバム
|     | 発売日         | タイトル                   | 規格 | 規格品番   | 最高順位 |
| --- | -------------- | -------------------------- | ---- | ---------- | -------- |
| 1st | 2012年6月20日  | せきららら                 | CD   | VICL-63883 | —        |
| 2nd | 2012年11月21日 | 「花はここに咲いています」 | CD   | VICL-63956 | —        |

### 配信楽曲
| 発売日        | タイトル | 規格                   |
| ------------- | -------- | ---------------------- |
| 2012年11月7日 | ダーリン | デジタル・ダウンロード |

## タイアップ
| 起用年 | 楽曲     | タイアップ                                                      |
| ------ | -------- | --------------------------------------------------------------- |
| 2012年 | ダーリン | RKB毎日放送『チャートバスターズR!』11月度マンスリーアーティスト |
| 2012年 | ダーリン | HTB『夢チカ18』11月度オープニングテーマ                         |

## ミュージックビデオ
| 監督           | 曲名                                     |
| 番場秀一       | 「ダーリン」                             |
| ムラカミタツヤ | 「世俗的狡智」                           |
| 不明           | 「祈り Inori early in the morning ver.」 |

## 出演イベント
- 2012年05月16日 - LIVE SUPERNOVA
- 2012年09月02日 - SPACE SHOWER SWEET LOVE SHOWER 2012
- 2012年10月14日 - MINAMI WHEEL 2012
- 2012年10月27日 - 夢チカLIVE VOL.81
- 2012年12月31日 - COUNTDOWN JAPAN 12/13
- 2013年02月10日 - 閃光ライオット 感謝祭!!第2弾
- 2015年03月18日 - 花の色は 移りにけりな いたづらに
- 2015年04月16日 - KONO YORU NI